# Hossein Keyhani
Hossein Keyhani (né le 26 avril 1990) est un athlète iranien, spécialiste de demi-fond et de steeple.

## Carrière
Lors des Championnats d'Asie 2011, il court le 3 000 m steeple en 9 min 4 s 23 à Kobe le 8 juillet 2011.
4e lors de ceux de 2015, il remporte le titre asiatique le 8 juillet 2017 à Bhubaneswar.
Lors des Championnats d'Asie 2019, il termine 4e de la finale.

## Dopage
Le 21 avril 2019, il est contrôlé positif à l'EPO et est suspendu pour 4 ans.

## Palmarès
| Date | Compétition                  | Lieu        | Résultat | Épreuve     | Temps         |
| ---- | ---------------------------- | ----------- | -------- | ----------- | ------------- |
| 2015 | Championnats d'Asie          | Wuhan       | 4e       | 3 000 m st. | 8 min 48 s 48 |
| 2017 | Championnats d'Asie          | Bhubaneswar | 1er      | 3 000 m st. | 8 min 43 s 82 |
| 2017 | Jeux asiatiques en salle     | Achgabat    | 3e       | 3 000 m     | 8 min 7 s 09  |
| 2018 | Championnats d'Asie en salle | Téhéran     | 1er      | 3 000 m     | 8 min 37 s 68 |
| 2018 | Jeux asiatiques              | Jakarta     | 1er      | 3 000 m st. | 8 min 22 s 79 |
| 2019 | Championnats d'Asie          | Doha        | 4e       | 3 000 m st. | 8 min 36 s 44 |

## Records
| Épreuve         | Performance        | Lieu    | Date         |
| --------------- | ------------------ | ------- | ------------ |
| 3 000 m steeple | 8 min 22 s 79 (NR) | Jakarta | 27 août 2018 |